# Cryptothelea fuscescens
Cryptothelea fuscescens är en fjärilsart som beskrevs av Pieter Cornelius Tobias Snellen 1879. Cryptothelea fuscescens ingår i släktet Cryptothelea och familjen säckspinnare. Inga underarter finns listade i Catalogue of Life.